# Sébastien Vieilledent
Sébastien Vieilledent, francoski veslač, * 26. avgust 1976, Cannes, Alpes-Maritimes.
Vieilledent je za Francijo nastopil na Poletnih olimpijskih igrah 1996, 2000 in 2004.
V Atenah je v dvojnem dvojcu skupaj z Adrienom Hardyjem osvojil zlato medaljo.
Poročen je z avstralsko veslačico Julio Wilson, s katero živita v Parizu. 